# Maravalia sapotae
Maravalia sapotae är en svampart som först beskrevs av Mains, och fick sitt nu gällande namn av Y. Ono 1984. Maravalia sapotae ingår i släktet Maravalia och familjen Chaconiaceae.   Inga underarter finns listade i Catalogue of Life.